# マルワーン・フセイン
マルワーン・フセイン（アラビア語: مروان حسين、Marwan Hussein、1992年1月26日 -）はイラクのプロサッカー選手。イランサッカーリーグのフーラッド・モバラケ・セパハンFC所属。ポジションはFW。サッカーイラク代表、U-23同代表。日本の報道では「マルワン・フセイン」「アル・アジーリ」と表記されることもある。

## 経歴

### クラブ
イラクのアル・ザウラーSCでは、AFCカップ2012に出場し対アル・ティラール戦で1ゴールを記録した。
2014年8月、イラクのアル・ショルタSCに移籍。2014-2015シーズンのイラク・プレミアリーグでは15得点でリーグ得点王となった。
2015年6月、サウジのアル・ハリージュに移籍。
2016年1月、アル・ショルタSCに復帰。
2017年7月13日、イランのフーラッド・モバラケ・セパハンFCに移籍。

### 代表
2014年に行われたAFC U-22選手権2013に出場、グループリーグ3試合全てで得点をあげるなど優勝に貢献した。

#### タイトル
代表
AFC U-22選手権2013
クラブ
アル・ザウラーSC
イラク・プレミアリーグ 2010-2011
個人
イラク・プレミアリーグ得点王　1回（2014-2015）